# دیو اسمیت (بازیکن فوتبال، زاده ۱۹۶۱)
دیو اسمیت (انگلیسی: Dave Smith؛ زادهٔ ۲۵ ژوئن ۱۹۶۱) بازیکن فوتبال اهل بریتانیا است.
از باشگاه‌هایی که در آن بازی کرده‌است می‌توان به باشگاه فوتبال پلیموث آرگیل، باشگاه فوتبال بریستول سیتی، باشگاه فوتبال گیلینگام، باشگاه فوتبال ولینگ یونایتد، باشگاه فوتبال نوتس کانتی و باشگاه فوتبال دارتفورد اشاره کرد.